# Kippenbus
een kippenbus (Spaans: camioneta, canastera of trambilla; het laatste woord is een hypercorrectie van "tranvía") is een uit het Engels ("chicken bus") afkomstig spreektaalwoord dat verwijst naar een kleurrijke en versierde omvervormde bus die goederen en mensen vervoert tussen plaatsen in verschillende Latijns Amerikaanse landen, met name El Salvador, Honduras, Guatemala, Nicaragua en Panama. Het betreft meestal een afgedankte Noord-Amerikaanse schoolbus die is geplaatst op een licht tot middelzwaar vrachtwagenonderstel. Het woord "kippen" verwijst ofwel naar het feit dat de bussen vaak volgepakt zijn met passagiers zoals in een vrachtwagen die kippen vervoert, of naar het feit dat inwoners uit het gebied er af en toe ook levende dieren mee vervoeren; iets wat buitenlanders vaak opvalt.

De bussen worden vaak gerund door twee jonge mannen, waarvan er een rijbewijs heeft en de ander de functie vervult van ayudante ("hulp"). De ayudante is verantwoordelijk voor de passagiers en de bagage: Hij zamelt het geld in en plaatst bijvoorbeeld de koffers, het vee of producten op het dak, vaak zelfs tijdens het rijden van de bus. Daarnaast kondigt hij vaak luidkeels de bestemmingen aan van de bus aan mogelijke passagiers op straat.
Sommige bussen zijn geschilderd in uitbundige kleuren, waaronder de naam van de bus en de eindbestemmingen ervan. Indien mogelijk worden de bussen volgestouwd met passagiers en vervolgens met grote vaart vervoerd naar hun bestemmingen om zoveel mogelijk ritjes te kunnen maken en zodoende zoveel mogelijk te kunnen verdienen.